# Dan Greer
Dan Greer (Holly Springs, 1942) is een Amerikaans soulmusicus. Hij bracht als zanger verschillende singles en een album uit en vormde met George Jackson nog een tijd het duo George & Greer. Hij wordt echter vooral herinnerd als songwriter.

## Biografie
Greer werd geboren in Holly Springs in de staat Mississippi en vertrok op jonge leeftijd met zijn moeder naar Memphis in Tennessee. Hier bracht hij in de loop van de jaren enkele singles en een album uit. Met George Jackson vormde hij nog een tijd het duo George & Greer.
Hij wordt echter vooral herinnerd als songwriter. Met George Jackson vormde hij vooral in de beginperiode een schrijfduo, toen ze in de jaren zestig beide een korte tijd voor Goldwax Records in Memphis werkten. Met betrekking tot die tijd werd in 2015 nog een album samengesteld met werk dat ze daar schreven, getiteld George Jackson and Dan Greer at Goldwax. 
Aan het begin van de jaren zeventig was Greer schrijver en producer bij de platenmaatschappij  Sounds of Memphis. Hier nam hij ook enkele eigen singles op, waaronder Hell Paso. Hij schreef veel werk dat nog niet uitgebracht werd, niet door anderen noch door hemzelf.

## Discografie
Hieronder volgt een selectie van solowerk van Greer
Albums
- 1982: Praise... not with words
- 2013: Beale street soul man: The sound of Memphis sessions, verzamelalbum

Singles
- 1965: Swing'n place
- 1966: You didn't know it but you had me
- 1966: My baby's got a new way (of loving me)
- 1970: Curiosity killed the cat
- 1970: I remember mama
- 1971: Masquerade
- 1972: Bless you
- 1972: Share
- 1973: Hell Paso
- 1978: Flying high
- 1983: Love is the message

- Library of Congress Control Number: no2015042324
- MusicBrainz: 41eba88c-c390-4314-9910-1274513667d4
- Virtual International Authority File: 315191604
- WorldCat: E39PBJkD3vj8DDkQwCBwfHYpT3